# Klaus Veit (General)
Klaus Ferdinand Veit (* 25. Juni 1955 in Grünstadt) ist ein Generalmajor a. D. des Heeres der Bundeswehr. Er war zuletzt militärischer Vizepräsident des Bundesamtes für Ausrüstung, Informationstechnik und Nutzung der Bundeswehr.

## Militärische Laufbahn
Veit trat 1974 als Offizieranwärter der Fernmeldetruppe in die Bundeswehr ein. Ab 1976 studierte er Elektrotechnik an der Universität der Bundeswehr in München. Ab 1980 wurde er auf Dienstposten in der Fernmeldetruppe verwendet. 1986 bis 1988 absolvierte er den Generalstabslehrgang an der Führungsakademie der Bundeswehr in Hamburg. Ab 1988 wurde Veit als Stabsoffizier G4 in der Heimatschutzbrigade 54 in Trier eingesetzt. 1990 bis 1991 absolvierte er den italienischen Stabsoffizierslehrgang in Civitavecchia. 1991 wurde Veit Stabsoffizier G3 im Amt für Studien und Übungen der Bundeswehr in Trier. 1993 wurde er Kommandeur des Fernmeldebataillons 1 in Hannover und Rotenburg an der Wümme. 1995 wurde er Referatsleiter III 1 (1) im Heeresamt in Köln. 1996 wurde er als stellvertretender Referatsleiter im Referat III 5 Grundsatzangelegenheiten der Führungsunterstützung im Heer im Führungsstab des Heeres im Bundesministerium der Verteidigung in Bonn eingesetzt. 1999 wurde Veit stellvertretender Leiter und Assistent des General Manager der NATO C3-Agentur in Brüssel. 2000 wurde Veit als Stabsoffizier G6 zur 7. Panzerdivision nach Düsseldorf versetzt. 2001 wurde er als Referatsleiter im Referat III 5 im Führungsstab des Heeres im Bundesministerium der Verteidigung. 2005 wurde Veit stellvertretender Leiter des Bundesamtes für Informationsmanagement und Informationstechnik der Bundeswehr in Koblenz. Nach dessen Auflösung 2012 wurde Veit militärischer Stellvertreter des Präsidenten des Bundesamtes für Ausrüstung, Informationstechnik und Nutzung der Bundeswehr. Auf diesem Dienstposten erfolgte auch die Beförderung zum Generalmajor. Zum 31. Mai 2018 wurde Veit in den Ruhestand versetzt.

### Auszeichnungen
- Ehrenkreuz der Bundeswehr in Gold
- Ehrenkreuz der Bundeswehr in Silber

## Privates
Veit ist verheiratet und hat eine Tochter.